# Папа Сикст I
Свети Сикст је по предању био Римљанин од оца Пастора. Традиција такође каже да је 115. године, у време владавине цара Хадријана, изабран за епископа Рима. 
Сиксту се приписују бројни прописи о црквеним нормама понашања. Тако је верницима забрањено да приликом причешћивања додирују путир са вином или патену (поклопац од злата или сребра) јер је то била привилегија свештеника. Увео је и певање звано сантус, посвећено богу, које се понавља три пута а последњи пут је намењено епископу. Свим епископима своје дијецезе наредио је да при посети у Риму својим верницима морају њему обавезно да се обрате писмом, па и више пута, све док се не врате у место боравка. 
За њега се тврди да је слао мисије у Галију, посебно епископа Палегринија. Приписују му се и два апокрифна писма која разматрају проблем светог тројства. Универзални римокатолички календар третира га као мученика, док неки не деле мишљење о таквој Сикстовој улози у историји ране цркве. Сахрањен је у катедрали у месту Алтари. По другој верзији, његови остаци пренесени су 1132. у место Чочарија премда га град Алтара слави као свог патрона (заштитника).